# Leticia Siciliani
Pour les articles homonymes, voir Siciliani.
Leticia Siciliani, née le 18 juillet 1992, est une actrice argentine.
Elle est surtout connue pour avoir joué Nieves dans la telenovela Esperanza mía (2015-2016) et Carmen dans 100 días para enamorarse (2018).

## Biographie
Leticia Siciliani commence sa carrière d'actrice en 2014, dans la série Pol-Ka Mis amigos de siempre avec le personnage de « Sol », un footballeur. Dans la vraie vie, Siciliani était membre du Club Excursionistas.
Elle est la sœur cadette de l'actrice Griselda Siciliani.

## Filmographie partielle

### Au cinéma
- 2016 : El hilo rojo (es) :  Sofia
- 2018 : Eso que nos enamora (es) :  Romine
- 2024 : Sœurs de fortune : Ángela

### À la télévision
| Année     | Titre                          | Rôle              | Remarques |
| --------- | ------------------------------ | ----------------- | --------- |
| 2014      | Mis amigos de siempre          | Sol               |           |
| 2015–2016 | Esperanza mía                  | Nieves            |           |
| 2015      | Fans en vivo                   | Elle-même/invitée |           |
| 2018      | Cien días para enamorarse      | Carmen            |           |
| 2020      | MasterChef Celebrity Argentina | Elle-même         |           |

## Récompenses
| Cérémonie          | Année | Œuvre nommée  | Catégorie  | Résultat | Ref. |
| ------------------ | ----- | ------------- | ---------- | -------- | ---- |
| Prix Martín Fierro | 2016  | Esperanza mía | Révélation | Lauréat  |      |